# Cinctis
Els cinctis (Cincta) són una classe d'equinoderms del subembrancament Homalozoa coneguts només pels seus fòssil. El nom Homostelea és un sinònim de Cincta.

## Classificació
La posició filogenètica i la composició d'aquest grup estan encara en estudi. Segons BioLib:
- Família Gyrocystidae Jaekel, 1918 †
- Família Rozanovicystidae Rozhnov, 2006 †
- Família Trochocystitidae Jaekel, 1901 †